# 法利亚神父

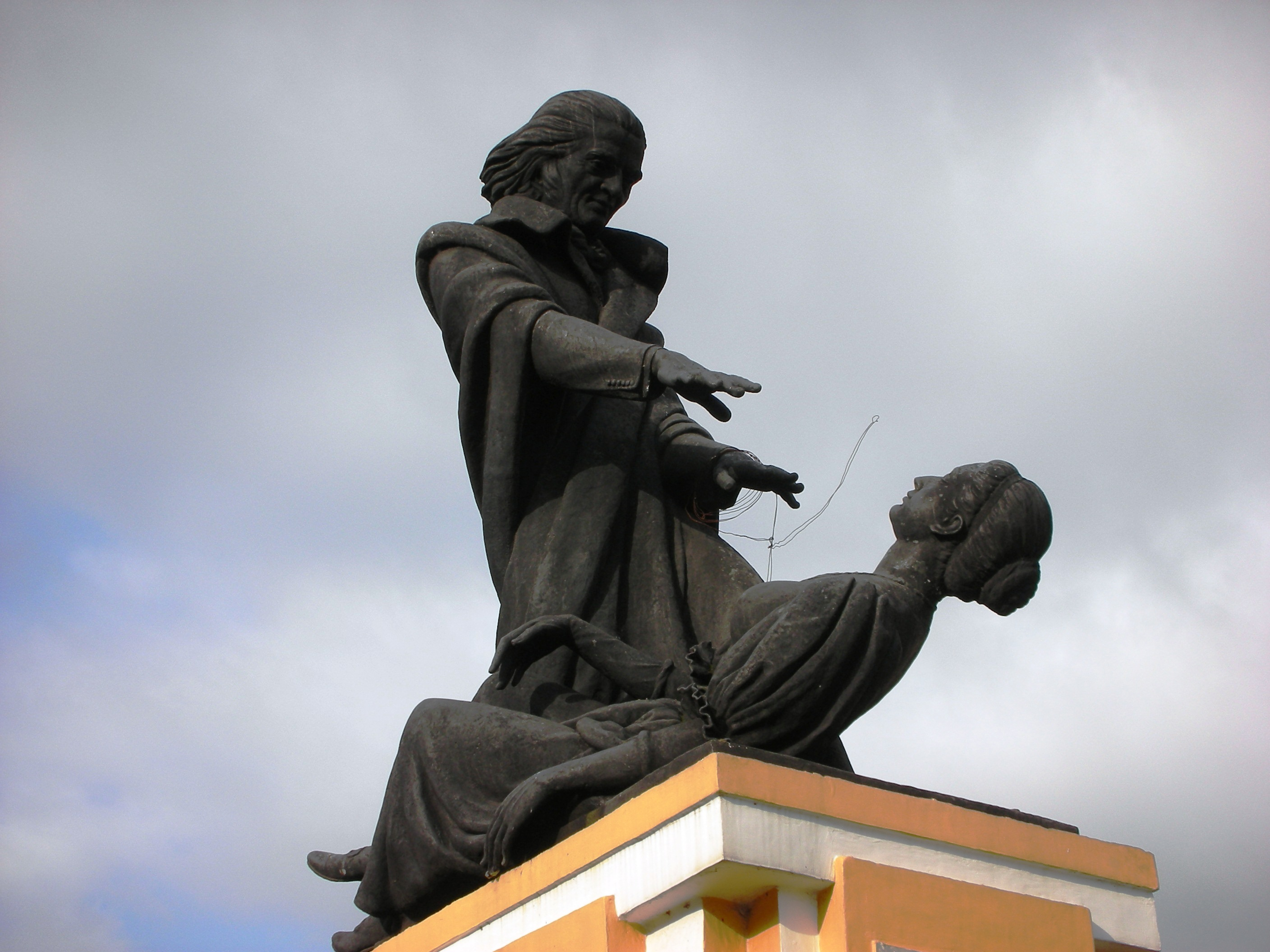
法利亚神父

法利亚神父（葡萄牙語：Abade Faria，1756年5月31日—1819年9月20日），全名若泽·库斯托迪奥·德·法利亚（José Custódio de Faria），葡萄牙裔果阿天主教僧侣。他是继弗朗茨·梅斯梅尔后的催眠术科学研究先驱者。与梅斯梅尔的“动物磁性说”不同的是，法利亚神父认识到这纯属暗示 (心理學)的力量。在19世纪早期，法利亚神父将东方催眠术引入了巴黎。
法利亚神父也在大仲马小说《基督山伯爵》中登场，但小说中的他与真实形象相去甚远。在小说中，法利亚是爱德蒙·唐泰斯在伊夫城堡的狱友。他教唐泰斯数学、科学及各种外语，并最终帮他逃离了监狱。唐泰斯也在他指点下发现了基督山的巨额宝藏。
在《绝世英豪》中，法利亚神父在挖掘地道时发生地震，被砸成重伤，伤及肺部。临终前，给爱德蒙·唐泰斯上最后一课，并交代宝藏所在地后身亡。